# Adolfo López Mateos, Puebla
Adolfo López Mateos är en ort i Mexiko.   Den ligger i kommunen Palmar de Bravo och delstaten Puebla, i den sydöstra delen av landet, 160 km öster om huvudstaden Mexico City. Adolfo López Mateos ligger 2 141 meter över havet och antalet invånare är 102.
Terrängen runt Adolfo López Mateos är kuperad åt sydost, men åt nordväst är den platt. Runt Adolfo López Mateos är det tätbefolkat, med 383 invånare per kvadratkilometer. Närmaste större samhälle är Tecamachalco, 7,5 km väster om Adolfo López Mateos. Trakten runt Adolfo López Mateos består till största delen av jordbruksmark.